# Estevan
Estevan è una città del Canada, situata nella provincia del Saskatchewan. 
La città si trova all'estremo sud della provincia, a circa 16 km dal confine con il Dakota del Nord e quindi con gli Stati Uniti. Inoltre la località è attraversata dal fiume Souris.